# Joe Jacobi
Joe Jacobi (n. 26 septembrie 1969, Washington, D.C., District of Columbia, SUA) este un caiacist ce a reprezentat Statele Unite ale Americii, medaliat olimpic. A participat la 2 ediții ale Jocurilor Olimpice (1992, 2004) în care a câștigat o medalie de aur.